# Venatio

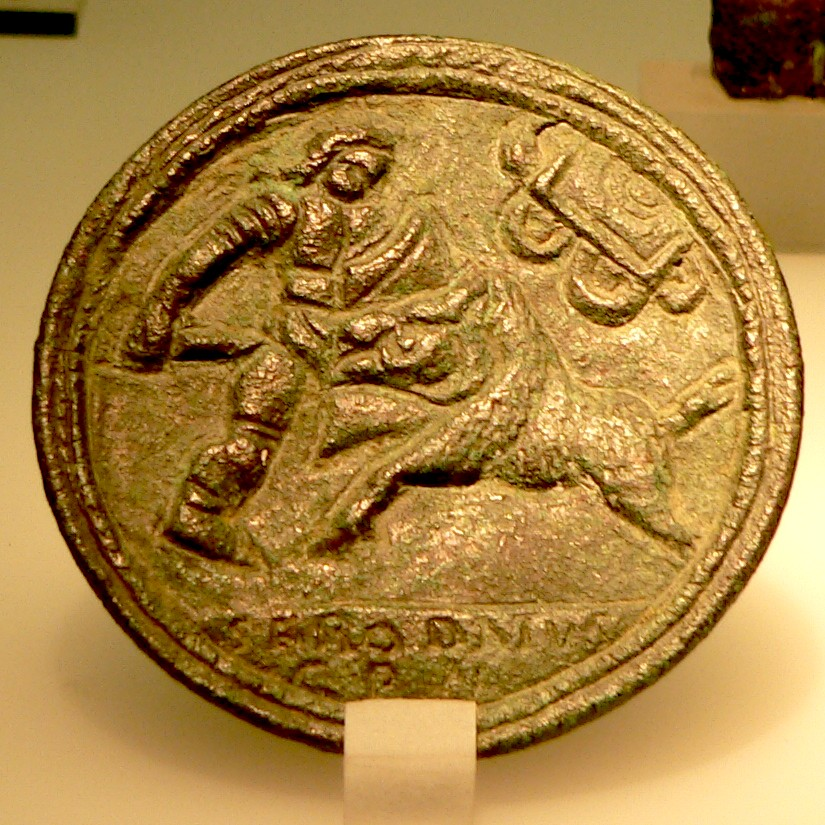
Bronzen medaillon met een afbeelding van een venatio.

Venatio (meervoud venationes, naar het Latijnse woord voor jachtpartij) noemde men in het Romeinse Rijk het volksvermaak waarbij mensen tegen wilde (roof)dieren of dieren onderling tegen elkaar in het strijdperk traden.
Dergelijke amfitheaterspelen werden in Rome geïntroduceerd in de 2e eeuw v.Chr. (sinds 186 v.Chr.). Ze werden mettertijd steeds zorgvuldiger uitgewerkt, totdat in de keizertijd de hele toen bekende wereld werd leeggeroofd op zoek naar interessante (roof)dieren, die dan verscheept werden naar Ostia en in kooien onder de arena in leven werden gehouden. Leeuwen, panters, beren, stieren, nijlpaarden en krokodillen vochten tegen elkaar of tegen menselijke tegenstanders, bestiarii genoemd. 
Ter gelegenheid van de opening van het Amphitheatrum Flavium (beter bekend als het Colosseum) werden 5000 wilde en 4000 tamme dieren afgeslacht, sommige door vrouwelijke bestiariae. Bij de triomftocht na Trajanus' overwinning op de Daciërs, vielen niet minder dan 11.000 dieren.